# Zadužbina Ilije M. Kolarca
Zadužbina Ilije M. Kolarca (in serbo-cirillico: Задужбина Илије М. Коларца, in italiano: Dote Ilije M. Kolarca) è un edificio nel centro di Belgrado. Conosciuto anche come Università Kolarac (Коларчев универзитет), è situato nella Piazza degli studenti
(in serbo Студентски трг, o Studentski trg)
Ospita una sala da concerto, che viene utilizzata per spettacoli di musica classica, per via della sua acustica eccezionale.